# ネウケン州
ネウケン州（ネウケンしゅう、Provincia del Neuquén）は、アルゼンチン中西部の州である。人口は726,590人（2022年国勢調査）。州都はネウケン。

## 概要
ネウケンからサパーラにかけた草原地帯では、天然ガスや原油の掘削が行われている。さらに西側はアンデス山脈で、人口の希薄地帯である。チリとの国境に位置するコパウエ山の周囲では温泉開発が行われ、保養地や中国の人工衛星追跡基地である深宇宙ステーションなどが建設されている。この人工衛星追跡基地は中国人民解放軍が管理しており、反米左派のクリスティーナ・フェルナンデス・デ・キルチネル大統領時代に、約200ヘクタールの敷地を中国が50年間租借する条件で建設した。        
アルゼンチノサウルスなど恐竜の化石が多数発掘されていることでも有名である。

## 隣接州
- メンドーサ州
- リオネグロ州
- ロス・ラゴス州
- ロス・リオス州
- ラ・アラウカニア州
- ビオビオ州
- ニュブレ州
- マウレ州

## 下位行政区画
1. アルミネ・デパルタメント（英語版）
2. アニェーロ・デパルタメント（英語版）
3. カタン・リル・デパルタメント（英語版）
4. チョス・マラル・デパルタメント（英語版）
5. コリョン・クラ・デパルタメント（英語版）
6. コンフルーエンシア・デパルタメント（英語版）
7. ウイリチェス・デパルタメント（英語版）
8. ラカール・デパルタメント（英語版）
9. ロンコプエ・デパルタメント（英語版）
10. ロス・ラゴス・デパルタメント（英語版）
11. ミナス・デパルタメント (ネウケン州)（英語版）
12. ペフエンチェス・デパルタメント（英語版）
13. ピクンチェス・デパルタメント（英語版）
14. ピクン・レウフ・デパルタメント（英語版）
15. サパーラ・デパルタメント（英語版）
16. ニョルキン・デパルタメント（英語版）